# 西本圭吾
西本 圭吾（にしもと けいご、1998年10月27日 - ）は、日本の男子バレーボール選手である。

## 来歴
広島県尾道市出身。
2014年、尾道高等学校に進学。高校1年生のときに友人から部活に誘われて本格的にバレーボールを始める。高校2年のときに長身選手を集めた広島県代表合宿に招集された。部活の引退時には、Vリーガーを目指すと宣言していた。
2017年、福山平成大学に進学。2018年、全日本インカレで準優勝を果たした。2020年、V.LEAGUE DIVISION1(V1)に所属する東レアローズの内定選手となった。大学生活を振り返り、「自主性を重んじるチームのおかげで成長できた。」と話した。
2021年、大学卒業後、東レアローズに入団。2021年10月16日、V1リーグ・VC長野トライデンツ戦の第3セットで途中出場しVリーグデビューを果たした。
2025年3月、2024-25シーズン限りでの退団が発表された。5月27日に広島サンダーズ入団が発表された。

## 球歴
- 日本代表 （2024年-）
  - ネーションズリーグ - 2025年

## 所属チーム
- 尾道高等学校（2014-2017年）
- 福山平成大学 （2017-2021年）
- 東レアローズ/東レアローズ静岡（2021-2025年）
- 広島サンダーズ（2025年-）

## 受賞歴
- 2024年 - 第72回黒鷲旗 ベスト6
- 2025年 - 2024-25 SV.LEAGUE MEN トップブロッカー・ベストミドルブロッカー